# Puy Loup
Le puy Loup est un sommet des monts Dore dans le Massif central.

## Géographie

### Situation
Le puy est situé sur la commune de Perpezat, au nord-est de la Banne d'Ordanche.

### Géologie
Le puy Gros présente du basalte ophitique.

## Protection environnementale
Le puy est répertorié dans la ZNIEFF de type 2 « Monts Dore », ainsi que dans la ZNIEFF de type 1 « Banne d'Ordanche - Puy Gros ».

## Lieux d'intérêt

### Borne
Sur son versant sud-occidental, la borne des Quatre Seigneurs marque la convergence de quatre communes (Mont-Dore, Laqueuille, Perpezat et Murat-le-Quaire), dont les noms sont inscrits sur chacune des quatre faces. Elle a été érigée en 2005 pour remplacer une borne ancienne, signalant le point de rencontre des quatre seigneuries.

### Refuge
Un refuge en forme circulaire se trouve au sommet.